# Crane (Texas)
Crane város az USA Texas államában, Crane megyében, melynek megyeszékhelye is. Lakosainak száma 3478 fő (2020. április 1.).

## Népesség
A település népességének változása:
| Lakosok száma | 1420 | 3191 | 3353 | 3478 |
|               | 1940 | 2000 | 2010 | 2020 |